# Església de l'Assumpció (Calafell)
Església de l'Assumpció és un temple del municipi de Calafell (Baix Penedès) protegit com a bé cultural d'interès local.

## Descripció
L'església està construïda amb formigó i ferro. La planta pren la forma d'un quart de cercle. El vèrtex té una forma còncava i d'ell neixen una sèrie de nervis que formen l'esquelet de la teulada. A cada lateral hi ha una sèrie, contínua, de finestres allargades que van augmentant en alçada a mesura que s'acosten a la façana. Aquesta presenta una forma rodona i és dividida en diferents cossos pels nervis de l'edifici que sobresurten. Al cos central hi ha les dues portes d'accés fetes de fusta i separades per una finestra allargada. Els altres cossos presenten dues finestres. Totes les obertures de la façana principal -portes i finestres- sobresurten. La part del davant està envoltada per uns jardins i una placeta.

## Història
L'església es beneí el 1975 i és obra de l'arquitecte Jaume Teixidó i Ballescà. Té una capacitat de 1200 persones. L'acte de la consagració fou precedit pel Dr. Josep Pont i Gol, arquebisbe de Tarragona. L'església és sufragània de Sant Cristòfol de Cunit.